# André Makengo Mazyambo
André Makengo Kisala Mazyambo (* 1. Oktober 1955 in Mukoko, Provinz Maniema) ist ein kongolesischer Jurist und Professor für Völkerrecht an der Universität Kinshasa.

## Ausbildung und berufliche Laufbahn
Mazyambo war von September 1975 bis September 1976 am Institut Tujenge de Wamaza in seiner Heimatprovinz tätig, bevor er das Studium der Rechtswissenschaften an der Universität Kinshasa aufnahm. Dort schloss er 1979 das Graduiertenstudium ab und erwarb 1983 die Licence. Seit August 1984 ist Mazyambo als Rechtsanwalt in Kinshasa zugelassen. Seine akademische Karriere setzte er mit einer Tätigkeit als wissenschaftlicher Mitarbeiter an seiner Alma Mater von 1986 bis 1987 fort. Zwischen 1991 und 1993 absolvierte er sodann ein Auslandsstudium an der Universität Valladolid in Spanien. Dort spezialisierte er sich weiter im Bereich des Völkerrechts. In ebendiesem Bereich wurde Mazyambo 1997 zum Doktor der Rechte promoviert. Noch im selben Jahr erhielt er einen Ruf der Universität Kinshasa und hat dort seitdem einen Lehrstuhl für Völkerrecht inne. Neben dieser akademischen Tätigkeit war Mazyambo zwischen Juli und September 1998 als Berater des kongolesischen Ministeriums für öffentliche Anlagen und Raumordnung tätig. Ab Juni 1998 übernahm er den Posten des Stabschefs des kongolesischen Justizministers und Generalstaatsanwalts. Diese Position hatte er bis April 2001 inne und ist seitdem weiterhin als Berater des Justizministeriums tätig. Von 2004 bis 2012 war Mazyambo zudem Experte beim Entwicklungsprogramm der Vereinten Nationen.

## Wirken
Mazyambo wurde 2002 von der Regierung seines Heimatlandes als Kandidat für eine Richterstelle am Internationalen Seegerichtshof in Hamburg nominiert. Jedoch konnte er in keinem der drei Wahlgänge die nötige Anzahl von Stimmen auf sich vereinigen. Neben seiner Muttersprache Swahili und Lingála spricht Mazyambo fließend Französisch, Spanisch und Englisch.

## Veröffentlichungen (Auswahl)
- Los Estados Africanos y el Pacto Internacional de Derechos Civiles y Politicos. 1997, Dissertation.
- L'états africains et le Pacte international relatif aux droits civils et politiques. In: Revue de droit africain : doctrine & jurisprudence. Vol. 1, Nr. 4, 1997, ISSN 1372-6439, S. 24–29.
- L'état d'acceptation du Pacte international relatif aux droits civils et politiques et de son premier protocole facultatif par les Etats africains. In: Revue de droit africain : doctrine & jurisprudence. Vol. 1, Nr. 3, 1997, ISSN 1372-6439, S. 3–19.